# Генерал Инзово
Генерàл Ѝнзово е село в Югоизточна България, община Тунджа, област Ямбол.

## География
Село Генерал Инзово се намира на около 19 километра на юг-югозапад от областния център град Ямбол. Разположено е в южната част на Ямболското поле в прехода му към Елховското поле, край левия (източния) бряг на река Калница, десен приток на река Тунджа. Климатът е преходноконтинентален, почвите в землището са преобладаващо излужени смолници. Надморската височина в центъра на селото при сградата на читалището е около 143 метра, в източния и южния му край нараства до около 150 – 160 метра, а в западния край откъм реката намалява до около 130 метра.
През селото минава третокласният републикански път III-7602, водещ на север към село Роза и Ямбол, а на юг през селата Крумово и Голям манастир – към Тополовград. Общински пътища водят от Генерал Инзово на изток към селата Тенево и Маломир, а на запад – към село Видинци.
В землището на Генерал Инзово има три регистрирани язовира.
Населението на село Генерал Инзово, наброявало 2655 души към 1934 г. и 2824 към 1946 г., постепенно намалява до 691 (по текущата демографска статистика за населението) към 2019 г.
При преброяването на населението към 1 февруари 2011 г., от обща численост 870 лица, за 835 лица се самоопределят като българи, 3 – като цигани, 10 – от друг етнос, 5 не се самоопределят, 17 не отговарят.
Жителите на селото се препитават основно със земеделско производство на зърнени култури, зеленчуци и лозарство.

## История
Селото е възникнало като поселение около чифлик на богат турски земевладелец, но в землището са открити следи и от по-ранни селища. Било е разделено на три махали, една от които на бежанци от Беломорска Тракия. Заради различията между тях в началото браковете между коренното и бежанското население са били редки. Доста по-късно различията все пак са преодолени и днес има само спомени за тях.
След края на Руско-турската война 1877 – 1878 г., по Берлинския договор селото остава на територията на Източна Румелия. От 1885 г. – след Съединението, то се намира в България с името Ак бунар (в превод от турски език Бял кладенец). Преименувано е на Генерал-Инзово през 1934 г., Инзово – през 1951 г. и Генерал Инзово – през 1975 г. Селото е наречено на руския генерал Иван Инзов заради големите му заслуги към българските преселници в Бесарабия.
До началото на 20 век селото е било преобладаващо гръцко. През 1924 – 1925 г. по-голямата част от местното гръцко население се изселва в Гърция, съгласно българо-гръцката спогодба за размяна на населението, в село Либаново (Егинио), област Пиерия, Егейска Македония, където се заселват и гърци от Кавакли (Тополовград).
В Държавния архив – Ямбол, се съхраняват документи от посочени периоди по години (от – до) и във фондове на конкретни фондообразуватели на/за:
- Кредитна кооперация „Надежда“ – село Инзово, 1924 – 1945;[9]
- Народно основно училище – село Инзово, 1898 – 1944;[10]
- Непълна смесена гимназия – село Инзово, 1945 – 1947;[11]
- Общинска здравна служба – село Инзово, 1958 – 1961;[12]
- Народно основно училище (НОУ) „Васил Левски“ – село Инзово, 1928 – 2008 (от 1990 г. – основно училище „Васил Левски“);[13]
- Потребителна кооперация (ПК) „Надежда“ – село Инзово, 1946 – 1976;[14]

В Държавния архив – Ямбол, се съхраняват документи и на/за:
- Трудово кооперативно земеделско стопанство (ТКЗС) „Вишински“ – село Инзово, 1950 – 1959;[15]
- Обединено трудово кооперативно земеделско стопанство (ОТКЗС) „Христо Ботев“ – село Инзово, 1957 – 1995;[16]

– Производствена бригада – село Инзово при АПК – село Тенево, виж фонд № 896 (1976 – 1984);
– Бригада за селскостопанско производство – село Генерал Инзово (1985 – 1989);
– ТКЗС „Мален Даев“ – село Генерал Инзово (1990 – 1992);
– Кооперация за селскостопанска дейност – село Генерал Инзово (1992);
– Кооперация за селскостопанска дейност в ликвидация – село Генерал Инзово (1992 – 1997);
– Обединено трудово кооперативно земеделско стопанство – село Инзово (1959 – 1976).

## Религии
В село Генерал Инзово се изповядва православно християнство.

## Обществени институции
Село Генерал Инзово към 2024 г. е център на кметство Генерал Инзово.
В село Генерал Инзово към 2024 г. има:
- действащо читалище „Н. Й. Вапцаров – 1926“ (основано като читалище „Пробуда"[2]);[20][21]
- пощенска станция;[22]
- дневен център за стари хора;
- пенсионерски клуб;
- посетителски център (в сградата на бившето училище "Васил Левски").

## Културни и природни забележителности
Селото разполага с етнографски музей, чиято сграда е построена по модел на стара селска къща с прилежащите към нея сгради-навеси за добитъка, хамбар, обор, както и кладенец с градинка и плочник. В интериора на сградата са вплетени събрани от селото реликви от стария бит, ценни документи и стари оръжия.
Генерал Инзово е село с богати духовни традиции. Читалище „Никола Йонков Вапцаров“ създава през 1926 г. първия културен център в района. Библиотеката му има 12000 тома литература и до днес се радва на широк кръг читатели.
Фолклорните изпълнения на ансамбъл „Инзово“ са познати на всички значими фестивали в България – „Копривщица“, „Мараш пее“, „Кенана“, „Петрова нива“ на връх Бакаджик, „Добруджа“ и други.
В Генерал Инзово всяка пролет от 1999 година до 2023 година на Цветница се организира празничен фолклорен фестивал „От Цветница до Гергьовден“. От 2024 година се провежда празничен фестивал "Ромбана".
В най-близката събота до Еньовден, се провежда общински фестивал на Народната носия и традициите. Първоначално фестивала съществува от 2014-2023 година с името "Модате се мени, фолклорът остава". Настоящото име на фестивала е "Тунджа". 
По случай 250 години от рождението на генерал Иван Никитич Инзов (1768 – 1845), в селото носещо името на генерала е открит първият му паметник в България – по идея на обществениците Олег Михайлов и Стоян Варналиев с подкрепата на община Тунджа.
На празника " Модата се мени, фолклорът остава", обществениците Олег Михайлов и Стоян Варналиев, подаряват на селото, маслен портрет на Генерал Иван Инзов, нарисуван от художника Светлин Николов, връчен официално на кмета Мартин Енев.

## Образование
Децата от село Генерал Инзово учат най-вече в град Ямбол.
От учебната 2007/2008 г. училището не функционира.

## Забележителни хора
- Богдан Калчев (р. 1932), български офицер, генерал-майор от Държавна сигурност
- Стоян Варналиев – народен певец